# Waldemar Lübke (Politiker)
Waldemar Lübke (* 15. August 1914 in Köln; † 19. Juni 1994 in Bernkastel-Kues) war ein deutscher Politiker der SPD, später der Unabhängigen Wählergemeinschaft Morbach.

## Werdegang
Lübke besuchte die Volks- und Mittelschule in Kattowitz und Beuthen, sein Abitur machte er an der Eichendorff-Oberrealschule in Breslau. Danach durchlief er die landwirtschaftliche Lehre, die er mit der Gehilfenprüfung abschloss. Daraufhin studierte er Landwirtschaft in Berlin, München und Breslau und vertiefte dadurch dieses Thema. An der Universität Breslau, wo er auch als Assistent arbeitete, legte er die Diplomprüfung und die Promotion ab und durfte nunmehr den Titel Doktor der Landwirtschaft tragen. Seine Tätigkeit als Sachbearbeiter und Referent bei der Landesbauernschaft in Posen musste er durch den Kriegsdienst unterbrechen und nach Ende des Zweiten Weltkriegs beenden. Er ließ sich in Sachsen-Anhalt nieder, wo er als Geschäftsführer des Landesraiffeisenverbandes und der Landesgüterdirektion fungierte sowie die höhere Schule für Landwirtschaft in Neugattersleben leitete. 1952 wechselte er nach Rheinland-Pfalz, wo er zunächst im landwirtschaftlichen Schulwesen, später an der Berufsschule des Landkreises Bernkastel tätig war, dort bekleidete er zuletzt das Amt des Landwirtschaftsoberstudienrats.
Daneben gehörte Lübke der Gewerkschaft Erziehung und Wissenschaft, der Regionalvertretung und dem Regionalvorstand der Regionalen Planungsgemeinschaft Trier sowie dem Kuratorium der Universität Trier an.

## Politik
Lübke beantragte am 24. Mai 1937 die Aufnahme in die NSDAP und wurde rückwirkend zum 1. Mai desselben Jahres aufgenommen (Mitgliedsnummer 4.658.780). 1946 trat er in Halle (Saale) der SPD bei. Seine politische Laufbahn begann im Kreistag des Landkreises Bernkastel, dem er von 1960 bis zu seiner Auflösung 1969 angehörte. Nach der Kreisreform wurde er zum dritten Kreisdeputierten des Landkreises Bernkastel-Wittlich ernannt. Dieses Amt hatte er rund ein Jahr lang inne, danach war er bis 1989 erneut Kreistagsabgeordneter. Von 1971 bis 1979 war er Abgeordneter im rheinland-pfälzischen Landtag. Auch in seiner Heimatgemeinde Morbach war er politisch aktiv, von 1971 bis 1974 war er Ortsbürgermeister der damaligen Ortsgemeinde, von 1979 bis 1984 war er zweiter ehrenamtlicher Beigeordneter der „neuen“ Gemeinde Morbach, die 1974 aus den Gemeinden der Verbandsgemeinde Morbach gebildet wurde. Davor und danach gehörte er dem Verbandsgemeinderat beziehungsweise dem Rat der Einheitsgemeinde Morbach an, zeitweise hatte er dort den Fraktionsvorsitz inne. 1991 verließ er die SPD jedoch, um sich an der Gründung der Unabhängigen Wählergemeinschaft Morbach zu beteiligen. Bis zu seinem Tod war er Vorsitzender der neuen Fraktion im Gemeinderat.

## Ehrungen
- 1979: Bundesverdienstkreuz am Bande
- 1979: Große Ehrung des Landkreises Bernkastel-Wittlich
- 1982: Große Ehrung der Gemeinde Morbach
- 1984: Freiherr-vom-Stein-Plakette